# Palazzo Zorzi Bon

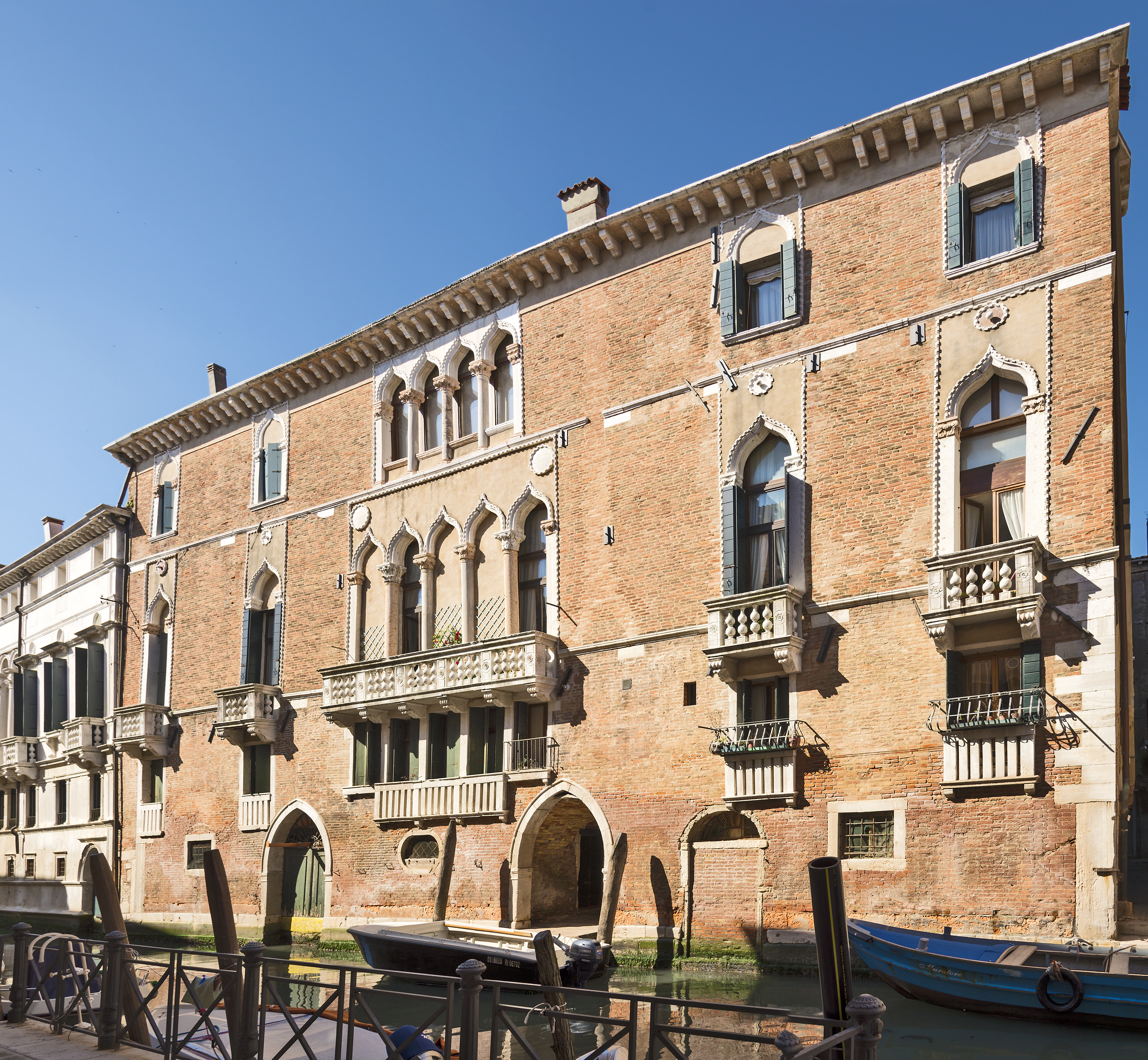
Palazzo Zorzi Bon

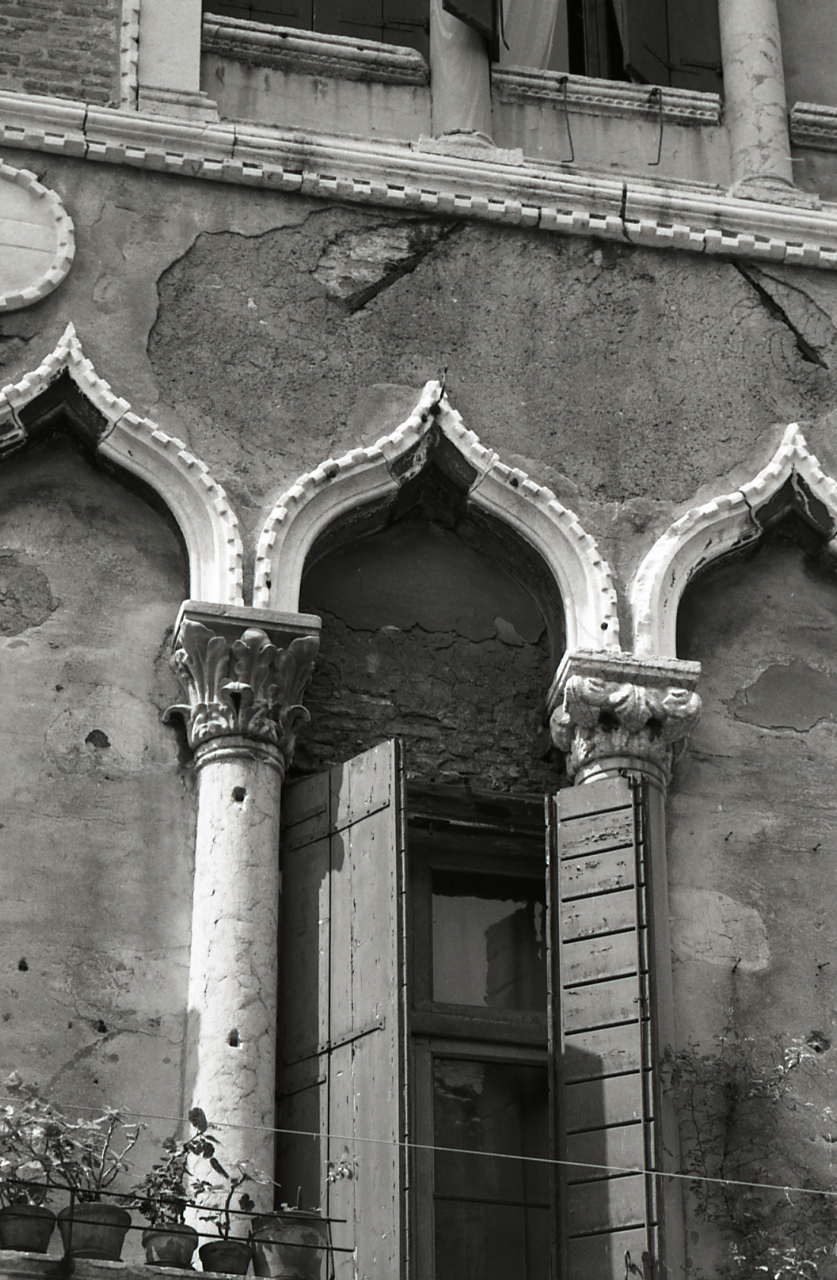
Detail der Fassade auf einem Foto von Paolo Monti (1968)

Palazzo Zorzi Bon ist ein Palast in Venedig in der italienischen Region Venetien. Er liegt im Sestiere Castello mit Blick auf den Rio di San Severo zwischen dem Palazzo Zorzi Galeoni und dem Palazzo Grimani a Santa Maria Formosa.

## Beschreibung
Der Palast im Stil des 14. Jahrhunderts wurde in der Renaissance zwar modernisiert, aber es ist noch ein ursprüngliches Fünffach-Kielbogenfenster im Hauptgeschoss und ein gleichartiges Vierfachfenster darüber erhalten. Flankiert sind diese Fenster jeweils von zwei Paaren einzelner Kielbogenfenster. Alle Fenster des Hauptgeschosses haben vorspringende Balkone. Im Zwischengeschoss darunter wiederholt sich die Fensterstruktur des Hauptgeschosses, allerdings mit kleinen, rechteckigen Fenstern. Im Erdgeschoss gibt es zwei aus der Mitte nach links verschobene Spitzbogenportale zum Wasser, zwischen denen ein kleines, ovales Fenster sitzt. Rechts neben dem rechten Spitzbogenportal sitzt ein Rundbogenportal zum Wasser, das aber zugemauert wurde. Flankiert wird diese Anordnung von zwei kleinen, rechteckigen Fenstern. Die gesamte Fassade ist in Sichtmauerwerk gehalten, die Rahmen der Öffnungen und die Balkone sind aus istrischem Kalkstein gefertigt. Die Spiegel der Kielbogenfenster sind verputzt und beige gestrichen.
Die Hinzufügung des Familiennamens Bon, die sich in der Bogengasse, von der aus man zum Landportal des Palastes gelangt, wiederholt, ist der Anmietung eines Stockwerks des Palastes durch einen Angehörigen dieser Familie geschuldet.
Der Palast, der heute in Apartments aufgeteilt ist, die die alte Struktur gestört haben, war die Inspiration für das Buch Die Zorzi-Affäre der US-Schriftstellerin Sylva Prince.